# 질

여성의 생식 기관 구조

질(膣, 영어: vagina)은 자궁 경부의 질부에 이어지는 관 모양 기관이며, 사람은 길이가 약 7~8cm이다. 월경혈 배출 통로와 분만시 산도의 기능, 성교시 음경을 삽입하는 통로를 담당한다. 전벽은 방광과 요도, 후벽은 직장에 밀접한다. 질 점막에는 가로 주름이 많고 선은 전혀 없다.
질에 대한 연구는 다른 동물에 대해 특히 부족하지만 그 위치, 구조 및 크기는 종에 따라 다양하다. 암컷 포유류는 일반적으로 외음부에 두 개의 외부 구멍이 있다. 이들은 요로를 위한 요도 개구부와 생식기용 질 개구부이다. 이것은 일반적으로 배뇨와 생식을 위한 하나의 요도 구멍이 있는 수컷 포유동물과 다르다. 질 입구는 근처의 요도 입구보다 훨씬 크며 둘 다 인간의 음순으로 보호된다. 양서류, 조류, 파충류 및 단공류에서 배설강은 위장관, 요로 및 생식관을 위한 단일 외부 개구부이다.
성교 또는 기타 성행위 중 질의 침투를 원활하게 하기 위해 인간 여성 및 기타 여성 포유동물의 성적 흥분 동안 질 수분이 증가한다. 이러한 수분 증가는 질 윤활을 제공하여 마찰을 감소시킨다. 질벽의 질감은 성교 시 음경에 마찰을 일으켜 사정을 하도록 자극하여 수정을 가능하게 한다. 쾌락과 유대감과 함께 여성의 다른 사람과의 성행위는 성병(STI)을 유발할 수 있으며, 이 위험은 권장되는 안전한 성행위를 통해 줄일 수 있다. 다른 건강 문제도 인간의 질에 영향을 줄 수 있다.

## 육안 해부학
인간의 질은 외음부에서 자궁경부까지 뻗어 있는 탄력 있는 근육질 관이다. 질의 입구는 회음부에 있고, 요도 개구부와 외부 생식기 관련 부분으로 구성된다. 질관은 앞쪽의 요도와 뒤쪽의 직장 사이에서 위아래로 움직이다. 상부 질 근처에서 자궁 경부는 약 90도 각도로 전면에서 질 속으로 돌출되어 있다. 질 및 요도 개구부는 음순으로 보호된다.
성적으로 흥분 하지 않을 때 질은 전면과 후면 벽이 함께 배치된 붕괴된 관이다. 측면 벽, 특히 중간 영역은 상대적으로 더 단단하다. 뒤쪽에서 상부 질은 직장 -자궁 주머니에 의해 직장과 분리되고, 중간 질은 느슨한 결합 조직에 의해, 하부 질은 회음부에 의해 분리된다. 질 내강이 자궁 경부를 둘러싸고 있는 곳에서는 4개의 연속적인 영역으로 나뉜다.
질을 지지하는 것은 위쪽, 중간, 아래쪽 3번째 근육과 인대이다. 위쪽 3분의 1은 항문거근과 경경부, 치골 경부 및 천경부 인대이다. 질의 중간 1/3은 그것은 항문 근육과 추기 인대의 하부 부분에 의해 지지된다. 하부 1/3은 회음부 또는 비뇨생식기 및 골반 기저근에 의해 지지된다. 하부 1/3은 회음부와 항문거근의 치골 부분에 의해 지지되는 것으로 설명될 수도 있다.

### 질 개구부와 처녀막
질 입구는 요도 입구 뒤에 있는 외음부 전정의 뒤쪽 끝에 있다. 질 입구는 일반적으로 소음순에 의해 가려지지만 질 분만 후에 노출될 수 있다.
처녀막은 질 입구를 둘러싸거나 부분적으로 덮는 점막 조직의 얇은 층이다. 성교와 출산이 처녀막에 미치는 영향은 다양하다. 처녀막은 질병, 부상, 건강 검진, 자위 행위 또는 신체 운동에 의해 열상될 수 있다.

## 미세 해부학
질벽은 먼저 각질화되지 않은 중층 편평 상피의 점막으로 구성되며 그 아래에 고유층(결합 조직의 얇은 층)이 있다. 두 번째로, 세로 섬유(세로로 뻗어 있는 것) 내부에 원형 섬유 다발이 있는 평활근 층이 있다. 마지막으로 외막 이라고 하는 결합 조직의 외층이다.

## 혈액과 신경 공급
혈액은 주로 내부 장골 동맥 또는 자궁 동맥의 가지에서 나오는 질 동맥을 통해 질에 공급된다.  두 개의 주요 정맥이 질에서 혈액을 배출한다. 하나는 왼쪽에, 다른 하나는 오른쪽에 있다.

## 기능

### 분비
질 분비물은 성적 흥분 시 바르톨린 샘의 미세한 질 윤활 외에 주로 자궁, 자궁경부 및 질 상피에서 나온다. 질을 촉촉하게 만드는 데는 약간의 질 분비물이 필요하다. 분비물은 성적 흥분 중, 월경 중 또는 약간 직전, 또는 임신 중에 증가할 수 있다. 월경은 질을 통해 자궁 내막에서 혈액 및 점막 조직이 규칙적으로 배출되는 것이다. 질 점막은 월경 주기 동안 두께와 구성이 다양하다. 이는 임신을 가능하게 하는 여성 생식 기관 (특히 자궁 및 난소 )에서 발생하는 규칙적이고 자연적인 변화이다. 탐폰, 생리컵 및 생리대와 같은 다양한 위생 제품을 사용하여 생리혈을 흡수하거나 포획할 수 있다.
질 입구 근처에 위치한 바르톨린 샘은 원래 질 윤활의 주요 공급원으로 간주되었지만 추가 검사에 따르면 몇 방울의 점액 만 제공하는 것으로 나타났다. 질 윤활은 주로 질벽으로부터의 누출에 의해 제공된다. 이것은 초기에 물방울로 형성되고 질 조직의 증가된 유체 압력(혈관 울혈)에 의해 유발되어 질 상피를 통해 모세혈관에서 경질액으로 혈장이 방출된다.
배란 전과 배란 중에 자궁 경부의 점액샘은 다양한 형태의 점액을 분비하며, 이는 정자의 생존에 유리한 환경을 질관에 제공한다. 폐경 후에는 질 윤활이 자연적으로 감소한다.

### 성행위
질의 신경 종말은 성행위 중에 질이 자극될 때 즐거운 감각을 제공할 수 있다. 여성은 질의 한 부분에서 쾌감을 느끼거나 질 삽입 시 친밀감과 충만감에서 쾌감을 느낄 수 있다. 질에는 신경 말단이 풍부하지 않기 때문에 여성은 질 삽입만으로는 충분한 성적 자극 또는 오르가즘을 받지 못하는 경우가 많다.
쾌락은 다양한 방식으로 질에서 파생될 수 있다. 음경 삽입 외에도 자위 행위, 운지법, 오럴 섹스 또는 특정 성교 체위에서 즐거움을 얻을 수 있다. 일부 커플은 질 쾌감을 위해 진동기 나 딜도와 같은 섹스 토이를 사용한다.
대부분의 여성은 오르가즘을 느끼기 위해 음핵을 직접 자극해야 한다. 음핵은 질 자극에 중요한 역할을 한다. 이것은 많은 신경 종말을 포함하는 다중 평면 구조의 성기이며 음모 아치에 대한 광범위한 부착과 음순에 대한 광범위한 지지 조직이 있다. 연구에 따르면 질과 함께 조직 클러스터를 형성한다. 이 조직은 다른 여성보다 일부 여성에게 더 광범위할 수 있으며, 이는 질에서 경험하는 오르가즘에 기여할 수 있다.
성적 흥분, 특히 음핵의 자극 동안 질의 벽이 윤활된다. 이것은 10초에서 30초의 성적 흥분 후에 시작되며 여성이 흥분할수록 양이 증가한다. 성행위 중에 음경을 질에 삽입하거나 기타 질 침투로 인해 발생할 수 있는 마찰이나 부상을 줄인다. 질은 각성 중에 늘어나며 압력에 반응하여 계속 늘어날 수 있다. 여성이 완전히 각성되면 질의 길이와 너비가 확장되고 자궁경부는 수축된다. 질의 위쪽 3분의 2가 확장되고 늘어나면서 자궁이 대 골반으로 올라가고, 자궁경부가 질 바닥보다 높아진다. 질의 탄력 있는 벽이 골반 근육의 지지를 받아 늘어나거나 수축하여 삽입된 음경(또는 다른 물체)을 감싸면서 음경에 마찰을 일으켜 남성이 오르가즘과 사정을 경험하도록 돕는다. 그리고 차례로 수정을 가능하게 한다.

### 출산
질은 아기를 분만하기 위한 산도이다. 분만이 가까워지면 질 분비물, 양수 분출 또는 자궁에서 불규칙하거나 소량의 체액 흐름을 유발할 수 있는 양막 파열을 비롯한 여러 징후가 나타날 수 있다.
신체가 출산을 준비함에 따라 자궁경부는 부드러워지고 가늘어지며 앞쪽을 향하도록 앞으로 이동하여 열리기 시작한다. 태아가 골반에 정착함에 따라 좌골 신경의 통증, 질 분비물 증가, 빈뇨 증가 등이 발생할 수 있다. 이러한 증상은 이전에 출산한 여성의 경우 분만이 시작된 후에 발생할 가능성이 높지만 처음으로 분만을 경험하는 여성의 경우 분만 10~14일 전에 발생할 수 있다.

## 같이 보기
- 질성형술
- 질폐쇄술